# Iris persiminima
Iris persiminima är en bönsyrseart som beskrevs av Daniel Otte 2004. Iris persiminima ingår i släktet Iris och familjen Tarachodidae. Inga underarter finns listade i Catalogue of Life.